# .gg
A .gg Guernsey internetes legfelső szintű tartomány kódja, melyet 1996-ban hoztak létre. Az Island Network gondozza.

## Második szintű tartománykódok
- co.gg – kereskedelmi szervezeteknek.
- gov.gg – kormányzati szervezeteknek.
- net.gg – internetszolgáltatóknak.
- sch.gg – iskoláknak.
- org.gg – nonprofit szervezeteknek.